# BL 6 inch guns Mk II–VI
Die BL 6 inch guns Mk II–VI war die zweite Generation britischer 6-inch Hinterladergeschütze. Entwickelt von der Royal Gun Factory, folgten sie auf den ersten 6-inch Hinterlader, die relativ erfolglose, von der Elswick Ordnance Company entwickelte BL 6 inch 80 pounder gun. Ursprünglich waren sie für die Verwendung der vorhandenen Schwarzpulver-Treibladungen vorgesehen. Auf neuen Schiffen wurden sie ab 1891 von der Schnellfeuerkanone QF 6 inch abgelöst.

## Geschichte
Die ab Mitte der 1860er Jahre eingeführten Vorderlader mit gezogenem Lauf (RML – Rifle Muzzle Loading) hatten sich bei der Royal Navy und bei der Küstenartillerie grundsätzlich bewährt. In langwierigen Versuchsreihen waren geeignete Kalibergrößen ermittelt worden. Der Fortschritt im Schiffbau, insbesondere in Hinblick auf Geschwindigkeit und Panzerung der dampfgetriebenen Kriegsschiffe, erforderte jedoch eine höhere Reichweite und Kadenz sowie eine größere Durchschlagskraft. Als gasdichte Verschlüsse verfügbar wurden, ging man daher wieder zum Hinterlader über. Aus ökonomischen Gründen sollten jedoch die in großer Anzahl vorhandenen Treibladungen aus Schwarzpulver weiterverwendet werden.

## Konstruktion
Die Versionsreihe Mk II, III, IV und VI wurde von der Royal Gun Factory entwickelt, aber auch bei der Elswick Ordnance Company gebaut. Das Geschossgewicht betrug ursprünglich 36Kg (80 lb).

### Mark II
Mit der Version Mk II wurde ein Geschossgewicht von 45 kg (100 lb) eingeführt. Dieses war bis 1930 die Standardgröße der britischen 6-inch-Hinterlader.
Das Seelenrohr bestand aus Stahl und war dicker. Das Mantelrohr bestand aus aufgeschrumpften Ringen aus Eisen. Das Gewicht betrug 9072 Pfund. Die Kanone war jedoch zu schwach konstruiert. Daher wurden zur Verstärkung weitere fünf Ringe, diesmal jedoch aus Stahl, hinzugefügt. Die Kanone musste um 300 mm (12 inch) verkürzt werden, um die Balance zu erhalten. Das Gewicht betrug nun 9968 Pfund. Nach einem Rohrkrepierer auf der HMS Cordelia im Juni 1891 wurden diese Kanonen nur noch zum Geschützexerzieren benutzt.

### Mark III, IV, VI
Mit der Version Mk III wurde eine Ganzstahlkonstruktion eingeführt. Sowohl Seelenrohr als auch Verschlussteil und die Elemente des Mantelrohrs bestanden aus Stahl. Das Gewicht der Kanonen blieb bei 9968 Pfund. Die Mk III war bei ihrer Einführung jedoch auf schwache Treibladungen beschränkt, die Geschosse erreichten daher nur eine geringe Mündungsgeschwindigkeit. Daher wurden bei den meisten Geschützen die Mantelrohre nochmals verstärkt. Dadurch konnte die Treibladung auf 29 kg (48 lb) erhöht werden, die Mündungsgeschwindigkeit stieg auf 597 m/s an. Das Gewicht wuchs auf 5 t.
Die Mk IV übernahm die nachträglichen Verbesserungen der Mk III in die Serienproduktion. Bei der Version Mk VI wurden einige Konstruktionsdetails vereinfacht.
Die Versionen Mk III, IV und VI waren am meisten verbreitet. Ihre breite Verwendung zeigt ihre grundsätzliche Brauchbarkeit. Kanonen dieser Serien waren untereinander tauschbar und hatten die gleichen Schussleistungen. Zusammengefasst wurden sie in zeitgenössischen Publikationen wie Brassey's Naval Annual als „6-in 5-ton B.L.R.“ bezeichnet.

### Mark V
→ Hauptartikel: BL 6 inch gun Mk V
Die Version Mk V war eine von Elswick Ordnance entwickelte Exportvariante.

### QFC Konversion
Ab 1885 wurden viele Schiffsgeschütze auf die Verwendung patronierter Munition, wie sie in den modernen Schnellfeuergeschützen QF 6 inch benutzt wurde, umgerüstet. Diese Geschütze erhielten die Bezeichnung QFC (QF Converted). Die Versionen wurden neu durchnummeriert und der alten Versionsnummer vorangestellt. Beispielsweise kennzeichnet I/IV die erste umgerüstete Version einer ursprünglichen Mk IV, II/VI kennzeichnet die zweite Umrüstversion für eine ursprüngliche Version VI.

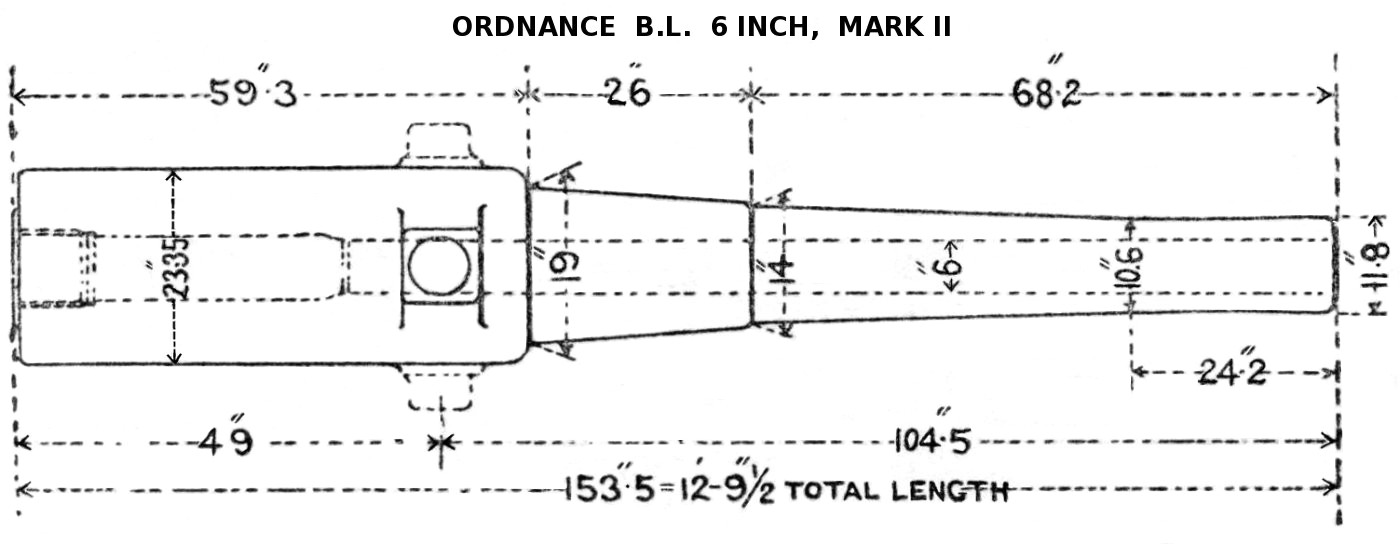
Mk II
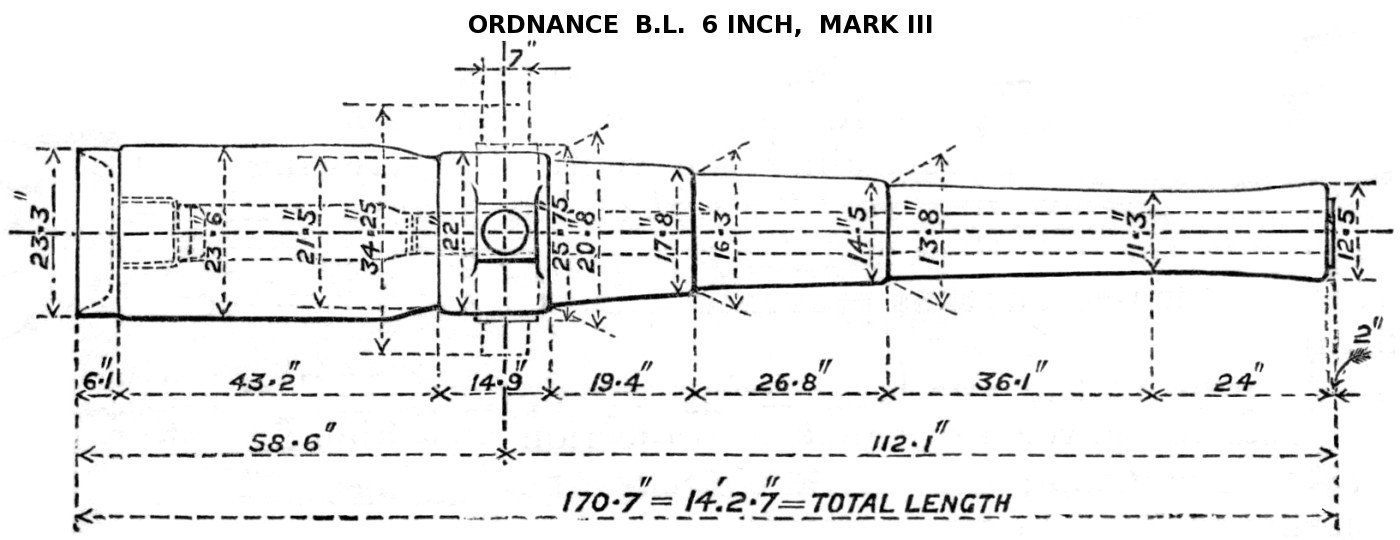
Mk III mit zusätzlichen Verstärkungen des Mantelrohrs
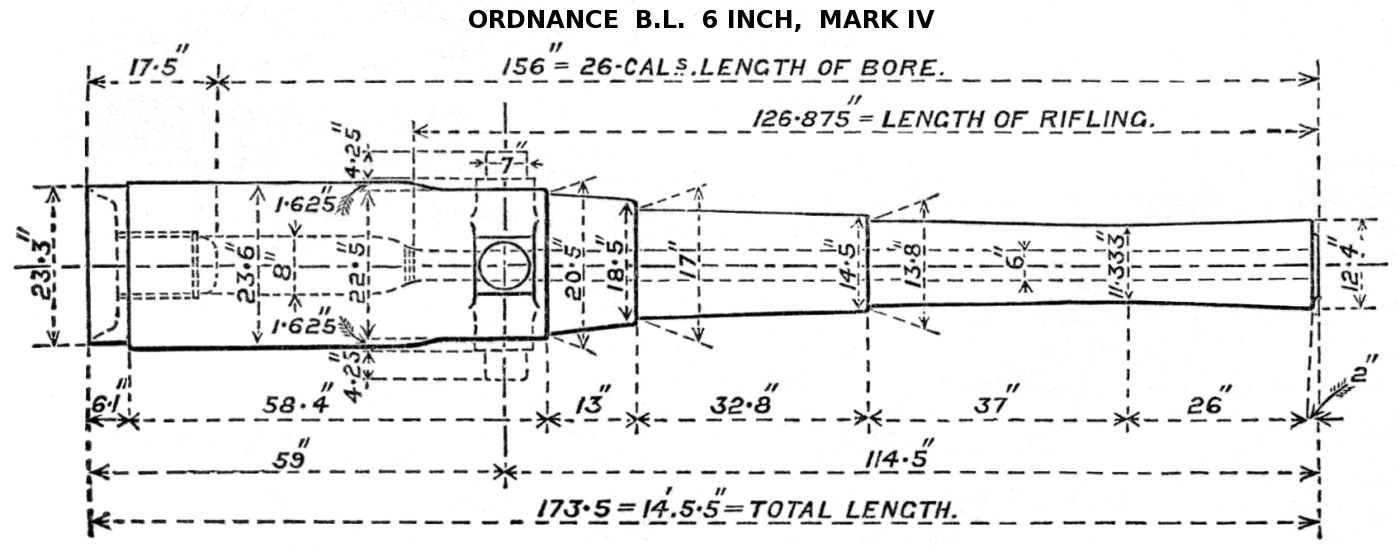
Mk IV
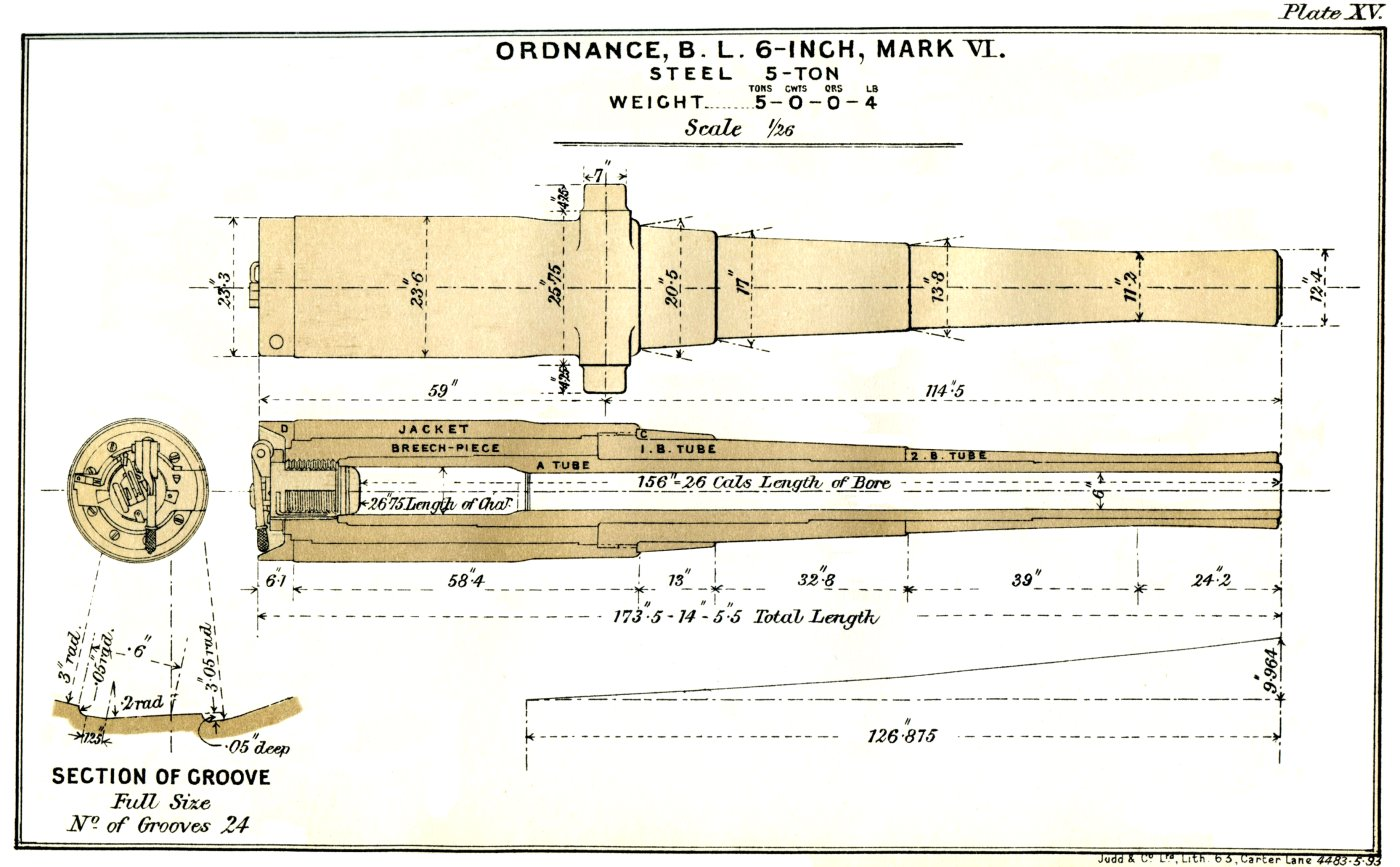
Mk VI
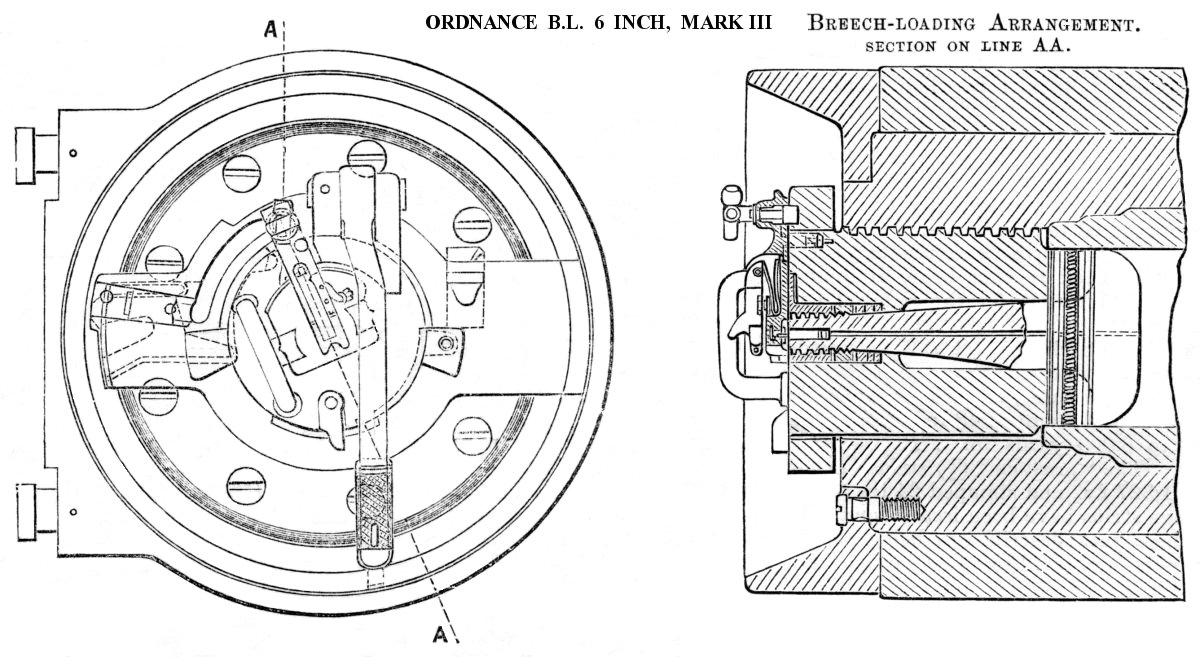
Mks III, IV und VI Verschluss

## Schiffsgeschütz

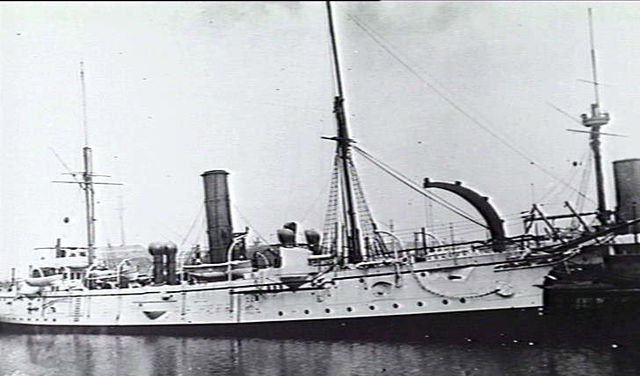
6-inch-Geschütz auf der HMS Cossack

Der Typ wurde auf folgenden britischen Kriegsschiffen verwendet:
- Schlachtschiffe der Admiral-Klasse, Kiellegung 1880
- Panzerkreuzer der Imperieuse-Klasse, Kiellegung 1881
- Schlachtschiffe der Colossus-Klasse, Kiellegung 1882
- Kreuzer der Leander-Klasse, Kiellegung 1882
- HMS Hotspur, Umarmierung 1883: Mk II
- Schlachtschiffe der Ajax-Klasse, Fertigstellung 1883
- Kreuzer 3. Klasse Calliope und Calypso: Mk II
- Panzerschiffe der Victoria-Klasse, Kiellegung 1885
- Panzerkreuzer der Orlando-Klasse, Kiellegung 1885
- HMS Bellerophon, Umarmierung 1885
- Geschützte Kreuzer der Mersey-Klasse, 1885
- Schlachtschiffe der Conqueror-Klasse, Fertigstellung 1886–1888: Mk II
- Kreuzer 3. Klasse Marathon-Klasse, Kiellegung 1887
- HMS Rupert, Umarmierung 1887
- Torpedokreuzer Archer-Klasse, Kiellegung 1886
- Korvetten Bacchante-Klasse, Umarmierung: MkII

## Küstenverteidigung

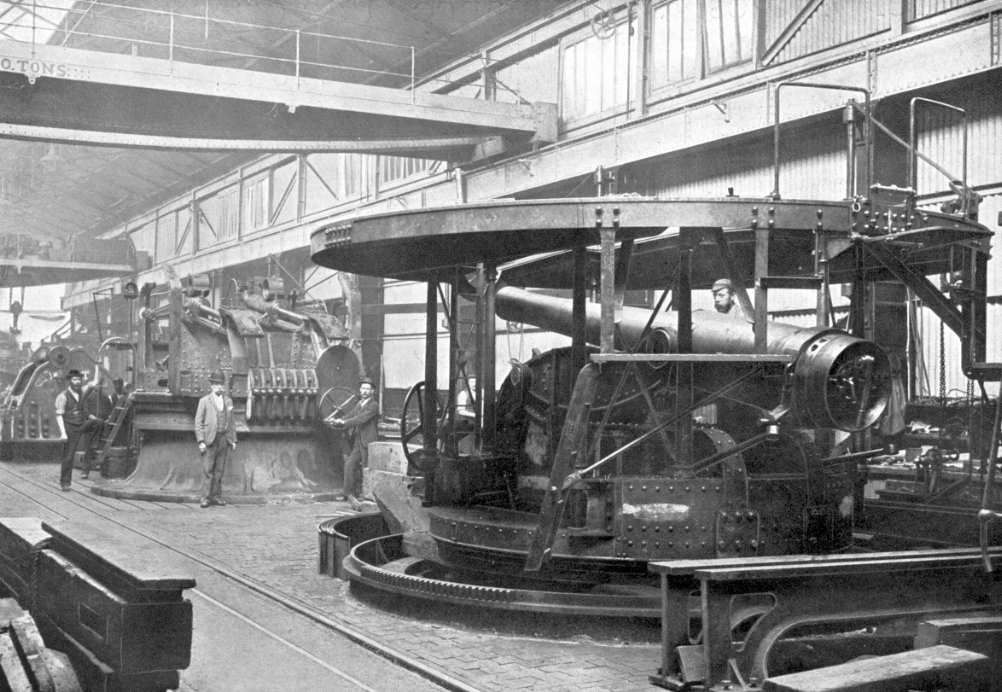
Mk IV oder VI auf Elswick mounting in der Fertigung bei der Royal Carriage Factory, Woolwich, 1890s

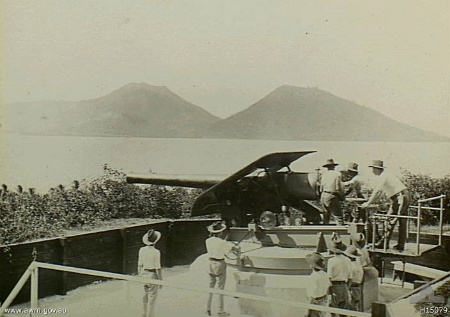
Mk IV oder VI gun auf Vavasseur-Lafette Mk I, Rabaul, circa 1918

Die Versionen Mk IV und VI fanden in der Küstenverteidigung des British Empire weite Verbreitung. Sie wurden entweder auf hydropneumatischen Gelenklafetten montiert oder besaßen eine Vavasseur-Gleitbahn. Dabei glitt die fest mit der Kanone verbundene Oberlafette auf einer geneigten Gleitbahn der Unterlafette, um den Rückstoß der Kanone zu absorbieren.
Bei einem kleinen Teil der Geschütze der Versionen Mk IV und Mk VI wurde ab 1902 der ursprüngliche Verschluss durch einen modernen single-motion-Verschluss ersetzt. Die Kammer wurde verlängert, um eine größere Treibladung aufnehmen zu können. Diese Kanonen wurden als BLC (breech loading converted) bezeichnet. Mit einer umgerüsteten Treibladung von 9,1 kg erreichten sie eine Schussweite von 11.000 m. Sie wurden durch moderne 6-inch Mk VII ersetzt, als diese verfügbar wurden, und 1922 außer Dienst gestellt.

## BLC Belagerungskanone
Die Mk IV and VI wurden ab 1902 auch als halbmobile Belagerungskanonen eingesetzt. Geschütz und Belagerungslafette wurden getrennt transportiert. Die Lafette wurde in der Feuerstellung zusammengesetzt und die Kanone dann aufmontiert. Bei Ausbruch des Ersten Weltkriegs wurden zwei Batterien dieser Belagerungskanonen mit einfachen selbstfahrenden Radprotzen versehen und als schwere Feldkanonen nach Frankreich verlegt. Der Antrieb erfolgte mittels Dampfmaschinen. Die Geschütze hatten eine einfache Rohrbremse, aus zwei Hydraulikzylindern bestehend, zum Auffangen des Rückstoßes. Die Räder mussten jedoch beim Feuern zusätzlich festgelegt werden. Die Schussweite betrug rund 13.000 m. Ab 1915 wurden sie zügig durch die moderneren 6 inch Mk VII ersetzt.

## Umrüstung zur 8 inch Haubitze
→ Hauptartikel: BL 8 inch Howitzer Mk I–V

8-inch-Feldhaubitze

Zu Beginn des Ersten Weltkriegs fehlte es in Großbritannien an schwerer Feldartillerie. Daher wurde 1915 bei alten 6-inch-Kanonen das Rohr aufgebohrt und gekürzt. Diese Waffen wurden als BL 8 inch howitzers bezeichnet.:
- 12 BLC Mk I/IV wurden zu 8-inch howitzer Mk I umgerüstet
- 6 BL Mk IV bzw. VI wurden zu 8-inch Howitzer Mk II umgerüstet
- 6 BL MK IV bzw. VI, mit unterschiedlichen Lafettierungen, wurden zu 8-inch howitzer Mk III umgerüstet
- 8 BLC Mk I/VI umgerüstet für die Mk IV Lafettierung wurden zu 8-inch howitzer Mk IV umgerüstet